# Matorral de Maputalandia-Pondolandia
El matorral de Maputalandia-Pondolandia es una ecorregión de la ecozona afrotropical, definida por WWF, que se extiende por las estribaciones meridionales de los montes Drakensberg, en las provincias sudafricanas de KwaZulu-Natal y Oriental del Cabo.

## Descripción
El matorral de Maputalandia-Pondolandia una ecorregión de pradera de montaña, cubre un área de 19.500 kilómetros cuadrados a lo largo de los ríos que vierten sus aguas en el océano Índico, entre la pradera montana de los Drakensberg al norte y la selva mosaico costera de KwaZulu y El Cabo al sur.
El clima es subtropical seco. Las precipitaciones varían entre 450 y 800 mm anuales, de los que unas tres cuartas partes caen en los meses cálidos de verano, entre octubre y marzo. Las heladas son raras debido a la influencia moderadora del océano Índico.
Es una ecorregión de transición entre biomas húmedos y secos, montanos y de tierras bajas, templados y tropicales, y tiene una gran diversidad de especies, aunque pocos endemismos.

## Flora
La vegetación típica está formada por arbustos esclerófilos siempreverdes, que se agrupan en un denso y cerrado matorral de hasta seis metros de altura. 

## Fauna
Destacan las dos especies africanas de rinoceronte, ambas en peligro de extinción: el rinoceronte negro (Diceros bicornis) y el rinoceronte blanco (Ceratotherium simum).

## Estado de conservación
En peligro crítico. 
Debido a la elevada densidad de población humana a lo largo de la historia, la ecorregión se encuentra muy alterada, sobre todo debido a la agricultura y el pastoreo.

## Protección
Alrededor del 7,5% de la ecorregión está incluida en doce áreas protegidas:
- Reserva del Kudu Andries Vosloo
- Reserva Natural Sam Knott
- Reserva Natural de Double Drift
- Reserva Natural de Oribi Gorge
- Reserva Natural Thomas Baines
- etc